# Drypetes bhattacharyae
Drypetes bhattacharyae là một loài thực vật có hoa trong họ Putranjivaceae. Loài này được Chakrab. mô tả khoa học đầu tiên năm 1985.